# マゴンサエテ

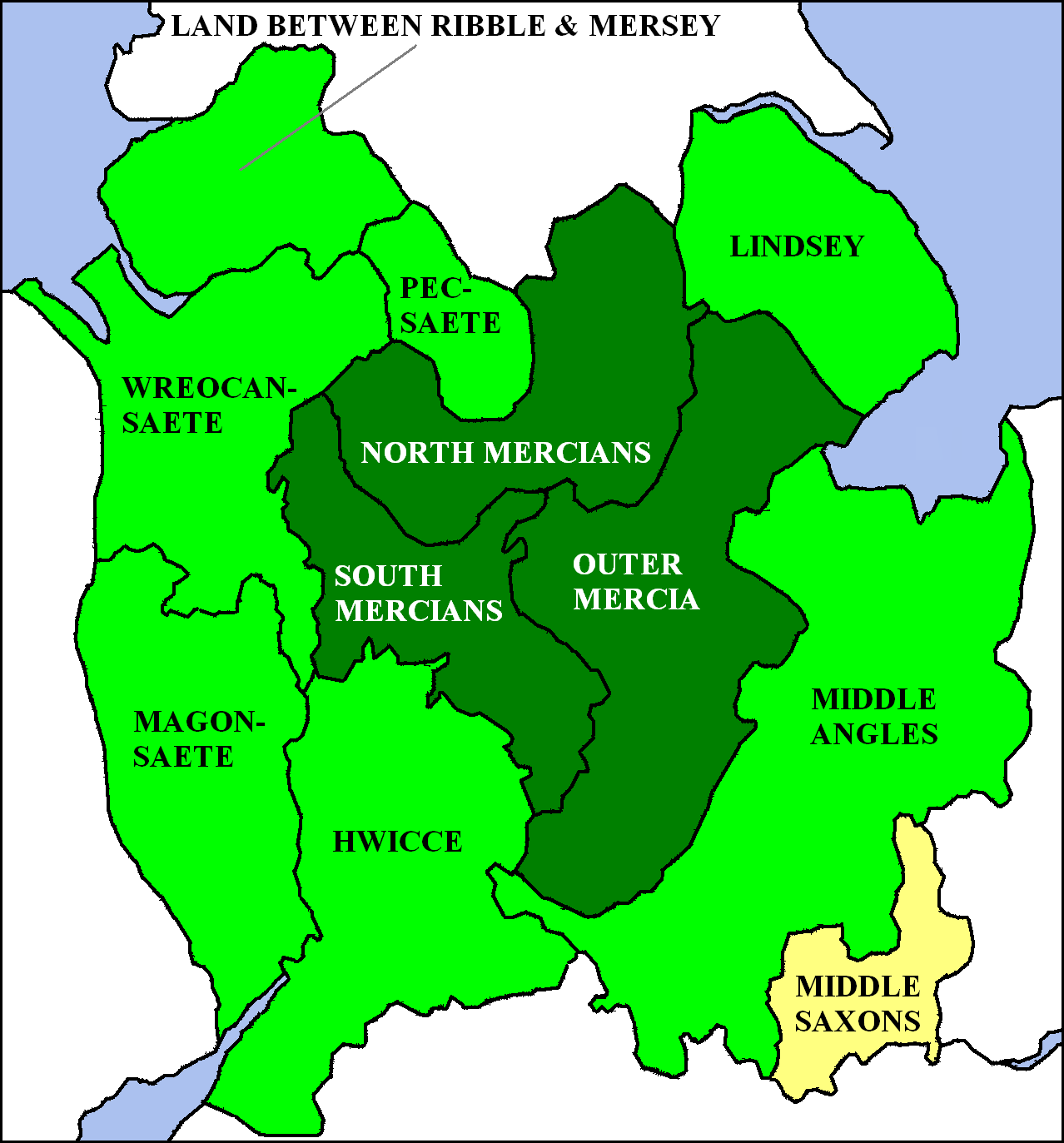
マーシアの西部に位置するマゴンサエテ

マゴンサエテの領域

マゴンサエテ（古英語:Magonsæte）は、アングロ・サクソン七王国のひとつマーシアの支配下にあった小王国。マゴンサエテに関する資料はその多くが失われたが、隣国ウィッチェの領域がウスター司教区とほぼ一致していたように、マゴンサエテはヘレフォード司教区とほぼ同じ領域であったとみられている。マーシア王ペンダ（655年没）の三男メレワル（Merewalh）が記録に残る最初の王とされる。